# حمیرا زمردی
حمیرا زمردی (زادهٔ ۱۳۴۷) استاد گروه زبان و ادبیات فارسی دانشکدهٔ ادبیات و علوم انسانی دانشگاه تهران و رئیس پیشین مؤسسه لغت‌نامه دهخدا و مرکز بین‌المللی آموزش زبان فارسی است. ریاست او بر این مؤسسه حواشی فراوانی را به دنبال داشته است.

## ریاست بر مؤسسه لغت‌نامه دهخدا

### انتصاب
حمیرا زمردی در تاریخ ۱۶ تیر سال ۱۴۰۱ با حکم سید محمد مقیمی،‌ رئیس دانشگاه تهران، رئیس مؤسسه لغت‌نامه دهخدا و مرکز بین‌المللی آموزش زبان فارسی شد، منصبی که پیش از آن محمود بی‌جن‌خان، زبان‌شناس ایرانی، آن را بر عهده داشت. به گفته مقیمی در مراسم معارفه زمردی، این جایگزینی پس از آن صورت گرفته که او مسئولیت بررسی کاستی‌های مؤسسه را به عبدالرضا سیف، رئیس دانشکده ادبیات و علوم انسانی دانشگاه تهران، محول کرده بود. همچنین سیف در جلسه‌ای گفته بود که مؤسسه دهخدا «مربوط به دانشکده ادبیات است» و رئیسش باید از گروه زبان و ادبیات فارسی و نه گروه زبان‌شناسی باشد.

### انتقال سرپرست بخش تألیف مؤسسه و قطع همکاری مؤلفان لغت‌نامهٔ بزرگ فارسی
زمردی کمتر از یک ماه پس از آغاز به کار در مؤسسه، حکم انتقال اکرم سلطانی، سرپرست بخش تألیف مؤسسه، را صادر کرد. این تصمیم ابتدا موجب خداحافظی حسن انوری با مؤسسه و سپس قطع همکاری اکثر اعضای هیئت تألیف لغت‌نامه بزرگ فارسی با مؤسسه شد. اعضای هیئت تألیف این لغت‌نامه در اطلاعیه قطع همکاری‌شان اعلام کردند:
پیرو اقدام شتاب‌زده و غیرکارشناسانۀ خانم دکتر حمیرا زمردی، رئیس جدید مؤسسۀ لغت‌نامۀ دهخدا، مبنی بر صدور حکم غیرضروری بودن حضور خانم اکرم سلطانی، سرپرست بخش تألیف در مؤسسۀ لغت‌نامۀ دهخدا، و بی‌توجهی به درخواست مکتوب مؤلفان و بی‌حرمتی به دکتر حسن انوری، ‌ما، هیئت مؤلفان لغت‌نامۀ بزرگ فارسی ضمن نگرانی از سرنوشت این مؤسسه که نام بزرگانی چون علامه علی‌اکبر دهخدا، دکتر محمدمعین، دکتر سیدجعفر شهیدی، دکتر سیدمحمد دبیرسیاقی بر پیشانی آن می‌درخشد، موقتاً همکاری خود را با این مؤسسه قطع می‌کنیم.
پس از چند روز «پایگاه خبری-تحلیلی دانشگاه تهران» با انتشار تصویری از دیدار زمردی و رسول شایسته، سرپرست بخش تألیف لغت‌نامه بزرگ پارسی، ادعا کرد «استاد رسول شایسته با ابراز بی‌اطلاعی از این اطلاعیه، امضا ذیل هر گونه اطلاعیه‌ای را رد کرد.» با این حال روزنامه هم‌میهن در گزارشی خبر روابط عمومی دانشگاه را کذب خواند و نوشت: «رسول شایسته، حسن انوری، ایرج شهبازی، مریم میرشمسی، ایرج مهرکی، مهری جلیلی و پگاه خدیش در گفت‌وگو با «هم‌میهن»، امضای خود بر آن نامه را تأیید کردند و به این ترتیب اطمینان حاصل شد که آن‌ها این بیانیه را با آگاهی و اراده امضا کرده‌اند. لازم به یادآوری است که صفرزاده این نامه را امضا نکرده بودند.» چند روز بعد نیز هشت نفر از هیئت مؤلفان لغت‌نامهٔ بزرگ فارسی در نامه‌ای سرگشاده به وزیر علوم که در وبگاه مؤسسهٔ میراث مکتوب منتشر شد، اعلام کردند:
در پی تصمیمات کارشناسی‌نشده و شتاب‌زدۀ رئیس جدید، نیروهای کاردان، وظیفه‌شناس و مسئولیت‌پذیر از مؤسسه عزل یا رانده شدند. مؤلفان طی نامه‌ای از رئیس جدید مؤسسه تقاضا کردند که در تصمیم‌های خود بازنگری کند، جوابی داده نشد. بار دیگر همگی در مؤسسه حاضر شدند و خواهان ملاقات و مذاکره با ایشان شدند، پیغام فرستادند که تصمیم‌گیری در این مورد در حوزۀ اختیارات ایشان نیست. همۀ اینها موجبات آزردگی خاطر کسانی شد که مدت همکاری برخی از ایشان با مؤسسه بالغ بر ۶۰ سال است. در پی آن، مسئولان امر در سخنرانی‌ها و مصاحبه‌ها منکر این برخوردها و قطع همکاری مؤلفان شدند و اطلاعیۀ مؤلفان را جعلی دانستند و در رسانه‌ها چنین نمایاندند که در مؤسسۀ لغت‌نامۀ دهخدا آب از آب تکان نخورده‌است. مؤلفان مؤسسۀ لغت‌نامۀ دهخدا ضمن اعلام مجدد تعطیلِ موقتِ تألیف لغت‌نامۀ بزرگ فارسی و قطع همکاری خود با مؤسسه لازم دانستند که ضمن معرفی «لغت‌نامۀ بزرگ فارسی» ضرورت و اهمیت آن را برای جناب‌عالی شرح دهند و از جناب‌عالی بخواهند که اجازه ندهید چراغی را که علامه دهخدا صد سال پیش برافروخت و شاگردان و رهروان او آن را تا امروز روشن نگاه داشته‌اند، خاموش شود.

تذکر کتبی نمایندگان مجلس به وزیر علوم، تحقیقات و فناوری، درباره افول علمی موسسه دهخدا
در ادامه حواشی موسسه دهخدا در دوره ریاست حمیرا زمردی و کوچ اجباری استادان بزرگ، نمایندگان مجلس نیز به این حواشی واکنش نشان داده و در روز سه‌شنبه ۳۰ آبان‌ماه ۱۴۰۲ سید مرتضی حسینی نماینده مردم میانه در دوره یازدهم مجلس شورای اسلامی به همراه جمعی از نمایندگان در تذکری کتبی به وزیر علوم، تحقیقات و فناوری بر ضرورت رسیدگی به وضعیت نابسامان موسسه دهخدا وابسته به دانشگاه تهران تاکید کردند. پس از این تذکر روزنامه فرهیختگان مصاحبه‌ای با این نماینده انجام داد که متن آن در روز سه‌شنبه مورخ ۲۴ بهمن ۱۴۰۲ با عنوان «تماشاگر ویرانی میراث دهخدا نباشید» منتشر شد. سید مرتضی حسینی در این مصاحبه بر ضرورت انتخاب رئیس موسسه دهخدا از بین افرادی وزین، ادیب و شناخته‌شده به لحاظ فرهنگی و نیز دارای تناسب با جایگاه استادان بزرگی که در موسسه مشغول به کارند، تاکید کرده و رئیس فعلی موسسه یعنی حمیرا زمردی را به دلیل حواشی فردی و ضعف‌های عملکردی که موجب سیر رو به افول موسسه شده، فاقد چنین جایگاهی دانسته بود. وی بیان داشته بود که مسلما بزرگان ادیب و دانشمند ذیل مدیریت‌های فاقد مراتب و فضایل کار نمی‌کنند و محیط برای آنها غیر قابل تحمل می‌شود. این نماینده همچنین پاسخ وزارت علوم، تحقیقات و فناوری به تذکر کتبی نمایندگان را قانع‌کننده ندانسته بود.
واکنش دکتر امیربانو کریمی به انتصاب حمیرا زمردی
پس از انتصاب حمیرا زمردی به ریاست موسسه لغت‌نامه دهخدا امیربانو کریمی، استاد بزرگ و چهره ماندگار زبان و ادبیات فارسی و همسر دکتر مظاهر مصفا نیز واکنش نشان داد و در صفحه اینستاگرام خود شعری از پدر مرحوم خویش امیری فیروزکوهی را با این مضمون منتشر کرد که:
امروز نردبان بزرگی وقاحت است/ هرقدر شرم کمتر مردم بزرگتر
میزانی از درستی و حق چون به‌جای نیست/ هرکس به‌قدر دعوی خود یافت کرّ و فرّ
و در ذیل این شعر با کنایه به این انتصاب چنین نوشت:
تبریک به روسای جدید دانشکده ادبیات و لغت‌نامه دهخدا، دو یار همراه و هم‌قدم؛ آقای سیف و خانم زمردی

### برنامه‌ها

#### طرح «یک متن، یک فرهنگ»
زمردی در ۳۱ام مردادماه، بهروز صفرزاده را به عنوان سرپرست بخش تألیف مؤسسهٔ لغت‌نامهٔ دهخدا منصوب کرد. صفرزاده اعلام کرده قصد دارد در مؤسسهٔ لغت‌نامه طرحی به نام «یک متن، یک فرهنگ» را اجرا کند که در آن «برای هر یک از متون کهن نثر فارسی یک فرهنگ نوشته می شود زیرا زبان نثر طبیعی‌تر است و پیچیدگی های کمتری دارد.» احمدرضا قائم‌مقامی، استاد زبان‌های باستانی دانشگاه تهران، در نقد این طرح نوشته است:
تصمیم اخیری که در “دهخدا” گرفته‌اند که به جای لغت‌نامهٔ فارسی، لغت‌نامهٔ متون را بنویسند، یعنی مثلاً “فرهنگ تاریخ بیهقی”، “فرهنگ قابوسنامه” و جز اینها بکلی غلط و به منزلهٔ از معنی تهی شدن آن سازمان است.

#### دوره‌های آزاد
در شهریورماه سال ۱۴۰۱ اعلام شد قرار است چندین دورهٔ آموزشی آزاد در مؤسسهٔ لغت‌نامهٔ دهخدا برگزار شود. مدت کوتاهی پس از انتشار خبر برگزاری این دوره‌ها، میرجلال‌الدین کزازی، شاهنامه‌پژوه، که قرار بود دوره‌ای تحت عنوان «شاهنامه و اسطوره» برگزار کند، اعلام کرد: «ناچارم که بگویم از همکاری با لغت‌نامهٔ دهخدا معذورم. نیازی نمی‌بینم که انگیزهٔ این واگشت را بازنمایم. اما به هر روی در این زمان شایسته نمی‌بینم که این همکاری انجام بشود.»

#### رستوران بیرون‌بر
با انتصاب حمیرا زمردی به ریاست مؤسسۀ لغتنامۀ دهخدا، تألیف لغتنامۀ بزرگ فارسی که از اوایل دهۀ شصت در حال نگارش بود و هشت جلد از آن منتشر شده بود، متوقف شد و این خبر را حتّی رسانه‌هایی نظیر خبرگزاری صداوسیما نیز منتشر ساختند  این در حالی بود که در همان زمان فایلی صوتی از سخنان حمیرا زمردی در دیدار با اعضای لغتنامۀ دهخدا پخش شد که در آن تأکید داشت باید از امکانات ساختمان این مؤسسه نظیر رستوران بیرون‌بر برای درآمدزایی استفاده شود 

### برکناری
بالاخره پس از دو سال و چند ماه از ریاست حمیرا زمردی بر مؤسسۀ لغتنامۀ دهخدا که با اعتراض بسیاری از اهالی ادبیات همراه بود، در آذرماه 1403، او از ریاست این مؤسسه برکنار شد.  پس از این برکناری، اعضای این مؤسسه که در اعتراض به اقدامات زمردی کار خود را ترک کرده بودند به کار خود بازگشتند. رسانه‌های مختلف اعم از منتقد و غیرمنتقد از برکناری زمردی و نتایج حاصل از آن به نیکی یاد کردند و برای پوشش این خبر از عناوین و تعابیری همچون «بازگشتِ آرامش به دهخدا» (دنیای اقتصاد)  «شفیعی‌کدکنی: لغت‌نامه دهخدا به شکل طبیعی خود بازگشت» (قدس آنلاین)  و «نزدیک بود مؤسسۀ دهخدا هم به تاریخ بپیوندد» (خبر آنلاین)  استفاده کردند. سیدحسین حسینی، سرپرست دانشگاه تهران در 13 آذرماه 1403 با این اعضا دیدار کرد و گفت: «به عنوان یک مسئول در دانشگاه اعلام می‌کنم بنا بر وظیفۀ ملی، امکانات دانشگاه را برای تقویت و ارتقای این مؤسسه به‌کار خواهیم گرفت.» همچنین وی گفت: «ساختار مؤسسه باید متناسب با مأموریت‌های آن بازتعریف و تقویت شود. این مؤسسه میراثی از پیشینیان است که باید به آیندگان تحویل داده شود. پس هر غفلتی در این کار خیانت به فرهنگ ملی است.»  همچنین محمدرضا شفیعی کدکنی در این باره گفت: «خوشحالم که در مجلسی حاضرم که اتفاق خوبی برای فرهنگ ملی ما افتاده و آن این است که نظام دیرینه لغت‌نامه دهخدا به شکل طبیعی و تاریخی‌اش بازگشته است. ممکن است به‌ظاهر این یک امر ساده اداری تلقی شود، ولی برای من که دوستدار لغت‌نامه و فرهنگ ملی هستم یک واقعه بسیار مهم تاریخی است.»

## تخلفات علمی
- حمیرا زمردی به همراه محمد فیاض در شماره ۱۱۸ام مجله «دانش» فصلنامه مرکز تحقیقات فارسی ایران و پاکستان مقاله‌ای با عنوان «نقد و بررسی هشت کتاب مهم تاریخ ادبیات فارسی تألیف‌شده در پاکستان در قرن اخیر» منتشر کرد. در شماره ۱۲۰ام این مجله، دست‌اندرکاران مجله اعلام کردند این مقاله به‌کل اقتباسی است از پایان‌نامه دکتری محمد شریف برای دریافت مدرک دانشنامه دکتری زبان و ادبیات فارسی از دانشگاه تهران. به گفته دست‌اندرکاران این مجله «اقتباس چنان است که می‌بایست نام محمد شریف به جای نام آن دو [زمردی و فیاض] می‌نشست.» در ادامه آمده‌است که «آقای محمد فیاض برای این کوتاهی از نام‌برده و خوانندگان دانش پوزش خواسته و افزون بر این دکتر شریف ناخرسندی خود از بانو حمیرا زمردی را به آگاهی دانشگاه تهران رسانده‌است.» در زمان انجام این تخلف، زمردی رئیس بخش دانشجویان خارجی دانشکده ادبیات دانشگاه تهران بوده‌است.[۲۶]

## آثار
- زمردی، حمیرا. نمادها و رمزهای گیاهی در شعر فارسی. زوار، ۱۳۸۷.
- زمردی، حمیرا. تاریخ تحلیلی زبان فارسی. مؤسسه چاپ و انتشارات دانشگاه تهران، ۱۳۹۰.
- زمردی، حمیرا. نظریه نشانه‌شناسی حروف در متون فارسی. زوار، ۱۳۹۲.
- زمردی، حمیرا. گزینش و گزارش از تمام باب‌های حدیقةالحقیقة سنایی. میترا، ۱۳۹۳.
- زمردی، حمیرا. نظریه ناسازه‌ها در ساختار زبان عرفان. زوار، ۱۳۹۵.
- قربانی، خاور و زمردی، حمیرا. جغرافیای جامع شاهنامه. دانشگاه علامه طباطبایی، ۱۳۹۷.